# 알론소 데 멘도사역
알론소 데 멘도사 역(스페인어: Alonso de Mendoza)은 마드리드 지하철 12호선의 역이다. 마드리드 지방 헤타페의 알온디가데헤타페 지역 남부에 있는 알론소 데 멘도사 거리에 위치해 있다. 요금구역상으로는 B1구역에 속한다.

## 역사
2003년 4월 11일 12호선 전 구간 개통과 함께 문을 열었다. 역명은 볼리비아의 라파스를 세운 탐험가 알론소 데 멘도사에서 따왔다.
2014년 7월 6일부터 아로요 쿨레브로 역에서부터 로스 에스파르탈레스 역까지의 구간이 시설개선 공사로 운행을 일시중단하게 되었다. 해당 구간의 각 역에 있는 승강장 선로를 교체 개선하고 선로정비 체계를 대체하며, 터널 방수작업과 하수관 수용량 확대 등의 공사가 진행되었다. 또 해당 구간을 통과하는 열차의 속력을 시속 70km로 늘리게 되었다. 공사는 2014년 9월 8일에 마무리되었다.

## 환승 정보
역 주변에 시외버스 정류장이 세 곳 있다.
버스
- 헤타페 시내버스
  - 1, 2, 5번 노선 (주간)
- 시외버스
  - 441, 444, 455, 462번 노선 (주간)
  - N081, N805번 노선 (야간)

지하철
| 마드리드 지하철       | 마드리드 지하철        | 마드리드 지하철      |
| --------------------- | ---------------------- | -------------------- |
| 콘세르바토리오 순환선 | 마드리드 지하철 12호선 | 헤타페 센트랄 순환선 |